# Turku (1985)
Turku (61) – fiński kuter rakietowy z lat 80. XX wieku, jedna z czterech jednostek typu Helsinki. Okręt został zwodowany w 1985 roku w stoczni Wärtsilä Hietalahti w Helsinkach, a do służby w Fińskiej Marynarce Wojennej wszedł 3 czerwca 1985 roku. Jednostka została skreślona z listy floty w 2002 roku.

## Projekt i budowa
Projekt jednostek typu Helsinki powstał w Finlandii w 2. połowie lat 70. w celu stworzenia nowoczesnych i silnie uzbrojonych okrętów patrolowych, o znacznie lepszych parametrach od eksploatowanych ówcześnie radzieckich kutrów rakietowych projektu 205. Konstruktorzy stoczni Wärtsilä i specjaliści z Marynarki wzięli też pod uwagę doświadczenia płynące z eksploatacji pierwszego rodzimego kutra rakietowego – „Isku”. Jednostka prototypowa – „Helsinki” przeszła wiele prób i doświadczeń, które doprowadziły do wprowadzenia ulepszeń do projektu jeszcze przed budową kolejnych okrętów tego typu. Zmiany konstrukcyjne objęły m.in. zastosowanie innych śrub napędowych, przesunięcie sterów, modyfikację głównego stanowiska dowodzenia (GSD) i instalacji elektrycznej oraz montaż stępek przechyłowych.
Kuter rakietowy „Turku” został zamówiony w stoczni Wärtsilä Hietalahti w Helsinkach 13 stycznia 1983 roku, razem z dwoma kolejnymi jednostkami seryjnymi. Okręt został zwodowany i ukończony w 1985 roku.

## Dane taktyczno-techniczne
Okręt był kutrem rakietowym o długości całkowitej 45 metrów, szerokości 8,9 metra i zanurzeniu 3 metry. Gładkopokładowy kadłub jednostki oraz nadbudówka zostały wykonane ze stopu aluminium. Wyporność standardowa wynosiła 250 ton, a pełna 280 ton. Siłownię okrętu stanowiły trzy silniki wysokoprężne MTU 16V538 TB92 o łącznej mocy 10 230 KM, napędzające poprzez wały napędowe trzy śruby. Maksymalna prędkość jednostki wynosiła 30 węzłów.
Główne uzbrojenie okrętu stanowiły cztery podwójne wyrzutnie przeciwokrętowych pocisków rakietowych RBS-15SF produkcji szwedzkiej, umieszczone w części rufowej. Pocisk rozwijał prędkość 0,8 Ma, masa głowicy bojowej wynosiła 150 kg, a maksymalny zasięg sięgał 70 km. Na dziobie w wieży znajdowała się pojedyncza armata uniwersalna Bofors kalibru 57 mm Mark 1 L/70. Masa naboju wynosiła 2,4 kg, donośność sięgała 17 000 metrów, a szybkostrzelność teoretyczna 200 strz./min. W tylnej części nadbudówki znajdowały się dwie podstawy, na których były zainstalowane podwójne stanowiska działek plot. Sako kal. 23 mm L/87 (licencyjna radziecka ZU-23-2).
Broń przeciwpodwodną stanowiły dwie rufowe zrzutnie bomb głębinowych.
Wyposażenie radioelektroniczne obejmowało m.in. radar nawigacyjny Raytheon ARPA, radar wykrywania celów 9GA 208, radar kontroli ognia 9LV 225, optoelektroniczny system kierowania ogniem Saab EOS 400 i sonar Simrad Marine SS 304. Na pokładzie umieszczono też wyrzutnię pocisków zakłóceń pasywnych Philips Philax, a po obu stronach wieży Boforsa zainstalowano dwie trójprowadnicowe wyrzutnie pocisków oświetlających kal. 103 mm.
Załoga okrętu składała się z 30 oficerów, podoficerów i marynarzy.

## Służba

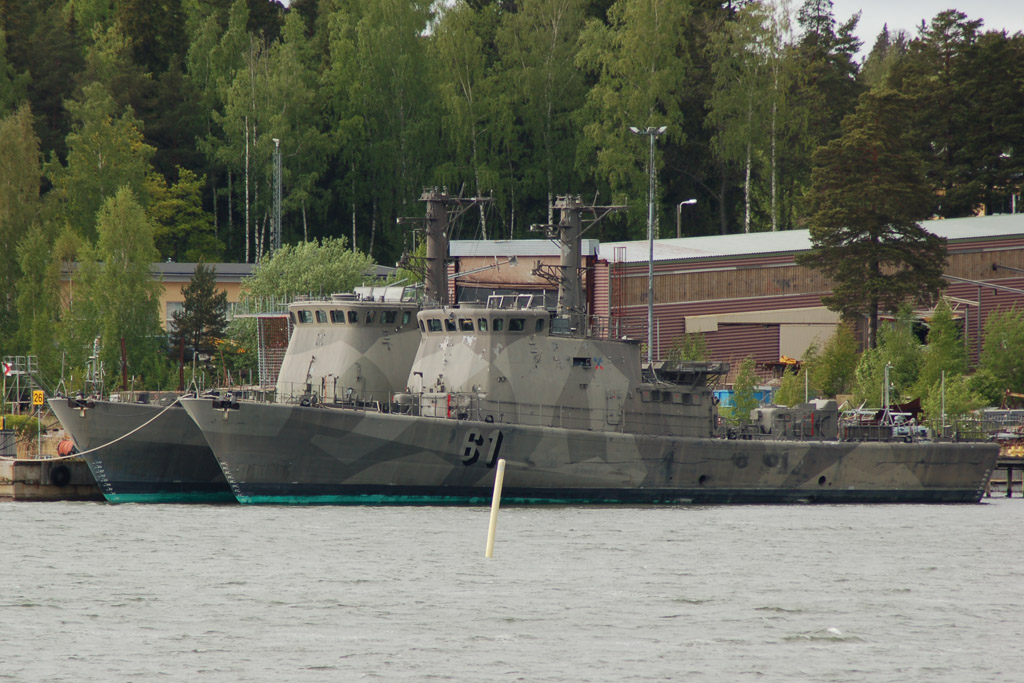
Wycofany ze służby „Turku” wraz z bliźniaczym kutrem „Helsinki”, 2006 r.

„Turku” został wcielony do służby w Fińskiej Marynarce Wojennej w dniu 3 czerwca 1985 roku. Kuter otrzymał numer burtowy 61. W latach 90. na okręcie zainstalowano konsole w bojowym centrum informacyjnym (BCI), przygotowano miejsce na rufie do instalacji dodatkowego holowanego sonaru Finnyards Sonac/PTA (zamiast jednej z wyrzutni rakiet RBS-15) i zamontowano ulepszone działka plot. Sako kal. 23 mm. Na początku XXI wieku dostosowano podstawy działek plot. Sako do zamiennej instalacji wyrzutni rakiet plot. Mistral (podobnie jak na nowszych okrętach typu Rauma).
Wraz z bliźniaczymi kutrami „Turku” wchodził w skład 6. Dywizjonu Ścigaczy (6. Ohjuslaivueeseen), bazując w Pansio (Turku). Okręt wycofano ze służby w 2002 roku (razem z „Helsinkami”) i poddano „kanibalizacji”, pozyskując części zamienne dla pozostałych jednostek.